# Nils Büttner
Nils Büttner (* 9. Februar 1967 in Bremen) ist ein deutscher Kunsthistoriker.

## Biografie
Büttner studierte Kunstgeschichte, Volkskunde und klassische Archäologie. Er wurde promoviert an der Georg-August-Universität Göttingen mit der Arbeit „Die Erfindung der Landschaft: Kosmographie und Landschaftskunst im Zeitalter Bruegels“. 1998/99 war er Wissenschaftlicher Mitarbeiter an der Universität Göttingen und beschäftigte sich mit der Katalogisierung der Handzeichnungen der Kunstsammlung. 1999 war Büttner Volontär, 2000/01 Ausstellungskurator am Herzog Anton Ulrich-Museum Braunschweig. 2001–2008 arbeitete er als Wissenschaftlicher Mitarbeiter an der Technischen Universität Dortmund. 2004/05 folgte die Habilitation an der Universität Dortmund mit der Schrift „Herr P. P. Rubens. Von der Kunst, berühmt zu werden“.
Büttner ist Inhaber des Lehrstuhls für Mittlere und Neuere Kunstgeschichte an der Staatlichen Akademie der Bildenden Künste in Stuttgart. Schwerpunkte seiner wissenschaftlichen Arbeit sind die deutsche und niederländische Kunst- und Kulturgeschichte der Frühen Neuzeit sowie die Geschichte von Graphik und Buchillustration. Er ist außerdem Mitglied und seit 2021 Vorsitzender des „Centrum Rubenianum“ in Antwerpen, dem Zentrum für die flämische Kunst des 16. und 17. Jahrhunderts, und verantwortlicher Herausgeber des „Corpus Rubenianum Ludwig Burchard“, des Werkverzeichnisses von Peter Paul Rubens.

## Werke
Monografien
- Genre Scenes (= Corpus Rubenianum Ludwig Burchard). London 2020. ISBN 978-0-905203-73-7.
- Rubens: Allegories and Subjects from Literature (= Corpus Rubenianum Ludwig Burchard). 2 Bde., Brepols, London – Turnhout 2018, ISBN 978-1-912554-11-9.
- Pieter Bruegel d. Ä. (C. H. Beck Wissen). Beck, München 2018, ISBN 978-3-406-72529-6.
- Pietro Pauolo Rubens: Eine Biographie. Schnell & Steiner, Regensburg 2015, ISBN 978-3-7954-3044-3.
- Einführung in die frühneuzeitliche Ikonographie (Reihe: Einführungen Kunst und Architektur). WBG, Darmstadt 2014, ISBN 978-3-534-24832-2.
- Rembrandt: Licht und Schatten. Eine Biographie. Reclam, Stuttgart 2014, ISBN 978-3-15-010965-6.
- Hieronymus Bosch (C. H. Beck Wissen). Beck, München 2012, ISBN 978-3-406-63336-2.
- Vermeer (C. H. Beck Wissen). Beck, München 2010, ISBN 978-3-406-59792-3.
- Gemalte Gärten: Bilder aus zwei Jahrtausenden. Hirmer, München 2008, ISBN 978-3-7774-4245-7.
- Rubens (C. H. Beck Wissen). Beck, München 2007, ISBN 978-3-406-55490-2.
- Geschichte der Landschaftsmalerei. Hirmer, München 2006, ISBN 3-7774-2925-2.
- Herr P. P. Rubens. Von der Kunst, berühmt zu werden (= Rekonstruktion der Künste. Bd. 7). Vandenhoeck & Ruprecht, Göttingen 2006, ISBN 3-525-47906-9 (Habilitationsschrift, Dortmund, 2004/05).
- Die Erfindung der Landschaft. Landschaftskunst und Kosmographie im Zeitalter Bruegels (= Rekonstruktion der Künste. Bd. 1). Vandenhoeck & Ruprecht, Göttingen 2000, ISBN 3-525-47900-X (zugl. Dissertation, Göttingen, 1998).
- mit Ulrike Becker: Ryszard Stryjec als Zeichner und Radierer. Verlag der Ost-Akademie, Lüneburg 1993, ISBN 3-922799-02-7 (Ausstellungskatalog).
- mit Gerd Unverfehrt: Jacob van Ruisdael in Bentheim. Ein niederländischer Maler und die Burg Bentheim im 17. Jahrhundert. Verlag für Regionalgeschichte, Bielefeld 1993, ISBN 3-927085-92-8 (Digitalisat, abgerufen am 24. März 2021).

Herausgeberschaften
- mit Gitta Bertram: Sinnbild / Bildsinn: Rubens als Buchkünstler. Verband Deutscher Antiquare e. V., Elbingen, 2018, ISBN 978-3-9815734-5-9.

- mit Julia M. Nauhaus, Erwin Pokorny, Larry Silver: Hieronymus Bosch in the Academy of Fine Arts Vienna. Akademie der bildenden Künste Wien, 2016. ISBN 978-3-99028-634-0.

- mit Volker Lehnert: Die Schärfe der Bilder: Die Radierung im Umkreis der Stuttgarter Kunstakademie. Städtische Galerie Bietigheim-Bissingen 2015. ISBN 978-3-942144-42-1.

- mit Evamarie Blattner und Wiebke Ratzeburg: Der fotografierte Krieg: Der Erste Weltkrieg zwischen Dokumentation und Propaganda. Universitätsstadt Tübingen 2014, ISBN 978-3-941818-22-4.
- mit Sabine Poeschel und Caecilie Weissert: Zwischen Lust und Frust: Die Kunst in den Niederlanden und am Hof Philipps II. von Spanien (1527–1598). Böhlau, Köln 2013, ISBN 978-3-412-20751-9.
- mit Anne-Katrin Koch und Angela Zieger: Buch – Kunst – Schrift: F. H. Ernst Schneidler. Staatliche Akademie der Bildenden Künste, Stuttgart 2013, ISBN 978-3-942144-23-0.
- mit Ilka Voermann: Das Auge der Welt: Otto Dix und die Neue Sachlichkeit. Hrsg. Kunstmuseum Stuttgart in Kooperation mit dem Lehrstuhl für Mittlere u. Neuere Kunstgeschichte der Staatlichen Akademie der Bildenden Künste Stuttgart, Hatje Cantz, Ostfildern 2012, ISBN 978-3-7757-3439-4.
- mit Angela Zieger: Rücksichten: 250 Jahre Akademie der Bildenden Künste Stuttgart: Ein Lesebuch. Staatliche Akademie der Bildenden Künste, Stuttgart 2011, ISBN 978-3-931485-11-5.
- mit Esther Meier: Grenzüberschreitungen. Deutsch-Niederländischer Kunst- und Künstleraustausch im 17. Jahrhundert. Jonas, Marburg 2011. ISBN 978-3-89445-450-0.
- mit Ulrich Heinen: Peter Paul Rubens. Barocke Leidenschaften. Hirmer, München 2004, ISBN 3-7774-2165-0 (Katalog einer Ausstellung im Herzog Anton Ulrich-Museum Braunschweig).
- mit Jochen Luckhardt: Der Krieg als Person. Herzog Christian d. J. von Braunschweig im Bildnis von Paulus Moreelse. Herzog-Anton-Ulrich-Museum, Braunschweig 2000, ISBN 3-922279-47-3 (Ausstellungskatalog).